# Canadá en los Juegos Paralímpicos de Río de Janeiro 2016
Canadá participó en los Juegos Paralímpicos de Río de Janeiro 2016 con un total de 162 deportistas, que compitieron en diecinueve deportes. David Eng, participante de baloncesto en silla de ruedas, fue el abanderado en la ceremonia de apertura.

## Medallero
| Medalla           | Nombre                                                                   | Deporte      | Evento                                         | Fecha            |
| ----------------- | ------------------------------------------------------------------------ | ------------ | ---------------------------------------------- | ---------------- |
| Medalla de oro    | Brent Lakatos                                                            | Atletismo    | 100 metros - T53 masculino                     | 9 de septiembre  |
| Medalla de oro    | Aurélie Rivard                                                           | Natación     | 50 metros libre - S10 femenino                 | 9 de septiembre  |
| Medalla de oro    | Michelle Stilwell                                                        | Atletismo    | 400 metros - T52 femenino                      | 10 de septiembre |
| Medalla de oro    | Aurélie Rivard                                                           | Natación     | 100 metros libre - S10 femenino                | 13 de septiembre |
| Medalla de oro    | Tristen Chernove                                                         | Ciclismo     | Contrarreloj masculino - C2                    | 14 de septiembre |
| Medalla de oro    | Katarina Roxon                                                           | Natación     | 100 metros braza - SB8 femenino                | 14 de septiembre |
| Medalla de oro    | Aurélie Rivard                                                           | Natación     | 400 metros libre - S10 femenino                | 15 de septiembre |
| Medalla de oro    | Michelle Stilwell                                                        | Atletismo    | 400 metros - T52 femenino                      | 17 de septiembre |
| Medalla de plata  | Ross Wilson                                                              | Ciclismo     | Persecución individual 3000 m - C1 masculino   | 9 de septiembre  |
| Medalla de plata  | Tristen Chernove                                                         | Ciclismo     | Persecución individual 3000 m - C2 masculino   | 9 de septiembre  |
| Medalla de plata  | Alister Mcqueen                                                          | Atletismo    | Lanzamiento de jabalina - F44 masculino        | 9 de septiembre  |
| Medalla de plata  | Stefan Daniel                                                            | Paratriatlón | Masculino - PT4                                | 10 de septiembre |
| Medalla de plata  | Brent Lakatos                                                            | Atletismo    | 400 metros - T53 masculino                     | 11 de septiembre |
| Medalla de plata  | Liam Stanley                                                             | Atletismo    | 1500 metros - T37 masculino                    | 11 de septiembre |
| Medalla de plata  | Aurélie Rivard                                                           | Natación     | 200 metros combinado - SM10 femenino           | 11 de septiembre |
| Medalla de plata  | Tess Routliffe                                                           | Natación     | 200 metros combinado individual - SM7 femenino | 13 de septiembre |
| Medalla de plata  | Ross Wilson                                                              | Ciclismo     | Contrarreloj masculino - C1                    | 14 de septiembre |
| Medalla de plata  | John McRoberts Jackie Gay                                                | Vela         | Barco doble de quilla fija (SKUD18)            | 17 de septiembre |
| Medalla de bronce | Tristen Chernove                                                         | Ciclismo     | Contrarreloj 1000 m - C1-2-3 masculino         | 10 de septiembre |
| Medalla de bronce | Victoria Nolan Meghan Montgomery Andrew Todd Curtis Halladay Kristen Kit | Remo         | Cuatro con timonel mixto - LTAMix4+            | 11 de septiembre |
| Medalla de bronce | Charles Moreau                                                           | Ciclismo     | Contrarreloj masculino - H3                    | 14 de septiembre |
| Medalla de bronce | Michael Sametz                                                           | Ciclismo     | Contrarreloj masculino - C3                    | 14 de septiembre |
| Medalla de bronce | Shelley Gautier                                                          | Ciclismo     | Contrarreloj femenino - T1-2                   | 14 de septiembre |
| Medalla de bronce | Charles Moreau                                                           | Ciclismo     | Carrera de ruta masculina - H3                 | 15 de septiembre |
| Medalla de bronce | Benoit Huot                                                              | Natación     | 400 metros libre - S10 masculino               | 15 de septiembre |
| Medalla de bronce | Brent Lakatos                                                            | Atletismo    | 800 metros - T52/53 masculino                  | 15 de septiembre |
| Medalla de bronce | Paul Tingley Scott Lutes Logan Campbell                                  | Vela         | Barco triple de quilla fija (Sonar)            | 17 de septiembre |
| Medalla de bronce | Nicolas-Guy Turbide                                                      | Natación     | 100 metros espalda - S13 masculino             | 17 de septiembre |
| Medalla de bronce | Alexandre Dupont Brent Lakatos Tristan Smyth Curtis Thom                 | Atletismo    | 4 x 400 metros - T53/54 masculino              | 17 de septiembre |